# Chalarus
Chalarus é um género de moscas pertencente à família Pipunculidae.
O género possui uma distribuição cosmopolita.

## Espécies
Espécies (lista incompleta):
- Chalarus absconditus
- Chalarus absonus Rafael, 1990
- Chalarus amazonensis Rafael, 1988